# 주카자흐스탄 대한민국 대사관
주카자흐스탄 대한민국 대사관(카자흐어: Корея Республикасының Қазақстан Республикасындағы Елшілігі, 러시아어: Посольство Республики Корея в Республике Казахстан)은 카자흐스탄 아스타나에 위치하고 있는 대한민국 대사관이다. 이 공관은 아스타나, 동카자흐스탄주, 카라간다주, 코스타나이주, 악퇴베주, 파블로다르주, 아크몰라주, 망기스타우주, 서카자흐스탄주, 아티라우주, 북카자흐스탄주, 아바이주, 울리타우주를 영사 관할 구역으로 한다.

## 역사
대한민국 정부는 1992년 1월 28일에 카자흐스탄과 외교 관계를 수립했다. 대한민국 외무부는 1993년 1월 30일에 개정된 《외무부와 그 소속 기관 직제》(대통령령 제13827호)에 따라 주카자흐스탄 대한민국 대사관을 설치하기로 결정했다. 1993년 7월 12일에 카자흐스탄 알마티에 주카자흐스탄 대한민국 대사관이 정식 설립되었다. 1995년에는 카자흐스탄 정부가 대한민국 서울에 주한 카자흐스탄 대사관을 정식 설립했다.
1997년 12월에 카자흐스탄의 수도가 알마티에서 아스타나로 이전한 이후에도 주카자흐스탄 대한민국 대사관은 카자흐스탄에 외교 공관을 설치했던 다른 나라들과 마찬가지로 알마티에 계속 남아 있었다. 그러다가 대한민국 외교통상부는 2004년 11월 30일에 알마티에서 지리적으로 멀리 떨어진 아스타나에서 카자흐스탄 정부를 상대로 한 효율적인 외교 업무를 수행하고 카자흐스탄과의 우호 협력 관계 증진을 위하여 아스타나에 분관을 설치하기로 결정하고 2004년 12월 10일에 개정된 《재외공관의 분관·출장소의 명칭·위치 및 관할 구역 등에 관한 규칙》(외교통상부령 제52호)을 개정했다.
2008년 7월 3일에 《외교통상부와 그 소속 기관 직제》(대통령령 제20901호)에 따라 알마티에 있던 주카자흐스탄 대한민국 대사관을 아스타나로 이전하기 위한 법적 근거가 마련되었다. 2008년 8월 4일에 개정된 《재외공관의 분관·출장소의 명칭·위치 및 관할 구역 등에 관한 규칙》(외교통상부령 제90호)에 따라 아스타나 분관이 폐지되고 알마티 분관(2015년 12월 21일을 기해 주알마티 대한민국 총영사관으로 승격됨)이 신설되었다.

## 역대 대사
- 제1대: 김창근 (1993년 11월 ~ 1996년 10월)
- 제2대: 이영민 (1996년 10월 ~ 1999년 11월)
- 제3대: 최승호 (1999년 11월 ~ 2002년 8월)
- 제4대: 태석원 (2002년 8월 ~ 2005년 9월)
- 제5대: 김일수 (2005년 9월 ~ 2009년 3월)
- 제6대: 이병화 (2009년 3월 ~ 2012년 4월)
- 제7대: 백주현 (2012년 4월 ~ 2015년 10월)
- 제8대: 조용천 (2015년 10월 ~ 2017년 4월)
- 제9대: 김대식 (2017년 4월 ~ 2020년 7월)
- 제10대: 구홍석 (2020년 7월 ~ 2023년 5월)
- 제11대: 조태익 (2023년 5월 ~ )

## 같이 보기
- 대한민국-카자흐스탄 관계
- 주알마티 대한민국 총영사관
- 주한 카자흐스탄 대사관
- 주부산 카자흐스탄 총영사관
- 대한민국의 재외공관 목록
- 카자흐스탄 주재 외국공관 목록